# Abaciscus tschekianga
Abaciscus tschekianga är en fjärilsart som beskrevs av Eugen Wehrli 1943. Abaciscus tschekianga ingår i släktet Abaciscus och familjen mätare. Inga underarter finns listade i Catalogue of Life.